# Joseph Conlan
Joseph Conlan (...) è un compositore statunitense.
Ha composto musiche per film e serie televisive.

## Filmografia parziale

### Cinema
- La casa dei massacri (Toolbox Murders), regia di Tobe Hooper (2004)
- Il custode (Mortuary), regia di Tobe Hooper (2005)
- Dietro le linee nemiche III - Missione Colombia (Behind Enemy Lines: Colombia), regia di Tim Matheson (2009)
- Spiders 3D, regia di Tibor Takács (2013)

### Televisione
- Simon & Simon - serie TV, 111 episodi (1981-1986)
- La banda dei sette (The Renegades) - serie TV, 6 episodi (1983)
- V - Visitors (V: The Final Battle) - miniserie TV, 2 puntate (1984)
- Benvenuto sulla Terra (Hard Time on Planet Earth) - serie TV, 12 episodi (1989)
- Storie della mia infanzia (Mikhail Baryshnikov's Stories from my Childhood) - serie TV d'animazione, 1 episodio (1998)
- NCIS - Unità anticrimine (NCIS) - serie TV, 43 episodi (2003-2005)
- Uno sconosciuto accanto a me (The Stranger Beside Me) - film TV, regia di Paul Shapiro (2003)
- La forza del perdono (Amish Grace), regia di Gregg Champion - film TV (2010)

## Premi
- BMI Film & TV Award - vinto per NCIS - Unità anticrimine (2005)[1]